# Kuopio
Kuopio is een gemeente en stad in het binnenland van Finland en de hoofdstad van het landschap Pohjois-Savo. Kuopio heeft 122.594 inwoners (2022), waarmee het de achtste gemeente van Finland is.
De stad wordt omringd door het meer Kallavesi. Het centrum heeft zoals vrijwel alle Finse steden een rastervormig stratenpatroon; in Kuopio wordt dit patroon nog 'verdubbeld' doordat de blokken tussen twee straten doorsneden worden door smalle stegen. De belangrijkste bezienswaardigheid is de uitkijktoren op de Puijoheuvel.

## Functies
Kuopio is de grootste stad van Pohjois-Savo. De stad telt diverse onderwijsinstellingen, waaronder een universiteit. Kuopio heeft daardoor een aanzienlijke studentenpopulatie. Het is een levendige stad met veel winkels en culturele voorzieningen. Kuopio is vandaag vooral bekend als een centrum van gezondheidszorg, de universiteit is speciaal gefocust op deze specialisaties.
De basis van de industriële bedrijvigheid wordt gevormd door houtverwerking en -transport, waarvoor ook de binnenhaven van belang is, alsmede metaal- en voedingsmiddelenindustrie.
Kuopio is zetel van de aartsbisschop van de Fins-orthodoxe Kerk. De stad staat in Finland bekend om de visspecialiteit "Kalakukko" en het speciale Savo-dialect van de inwoners.

## Geschiedenis
Kuopio werd in 1653 gesticht door gouverneur Peter Brahe, maar de stadsrechten werden later weer ingetrokken. In 1775 werd Kuopio opnieuw tot stad verheven door de Zweedse koning Gustaaf III. Kuopio groeide uit tot handelscentrum van de regio en centrum voor houtverwerking. De stad kwam tot bloei na opening van het Saimaakanaal, waardoor hout per schip door het merengebied naar zee kon worden vervoerd.
In 1969 ging Kuopion maalaiskunta in Kuopio op, in 1973 Riistavesi, in 2005 Vehmersalmi, in 2013 Nilsiä en Karttula, in 2015 Maaninka en in 2017 Juankoski.

## Verkeer en vervoer

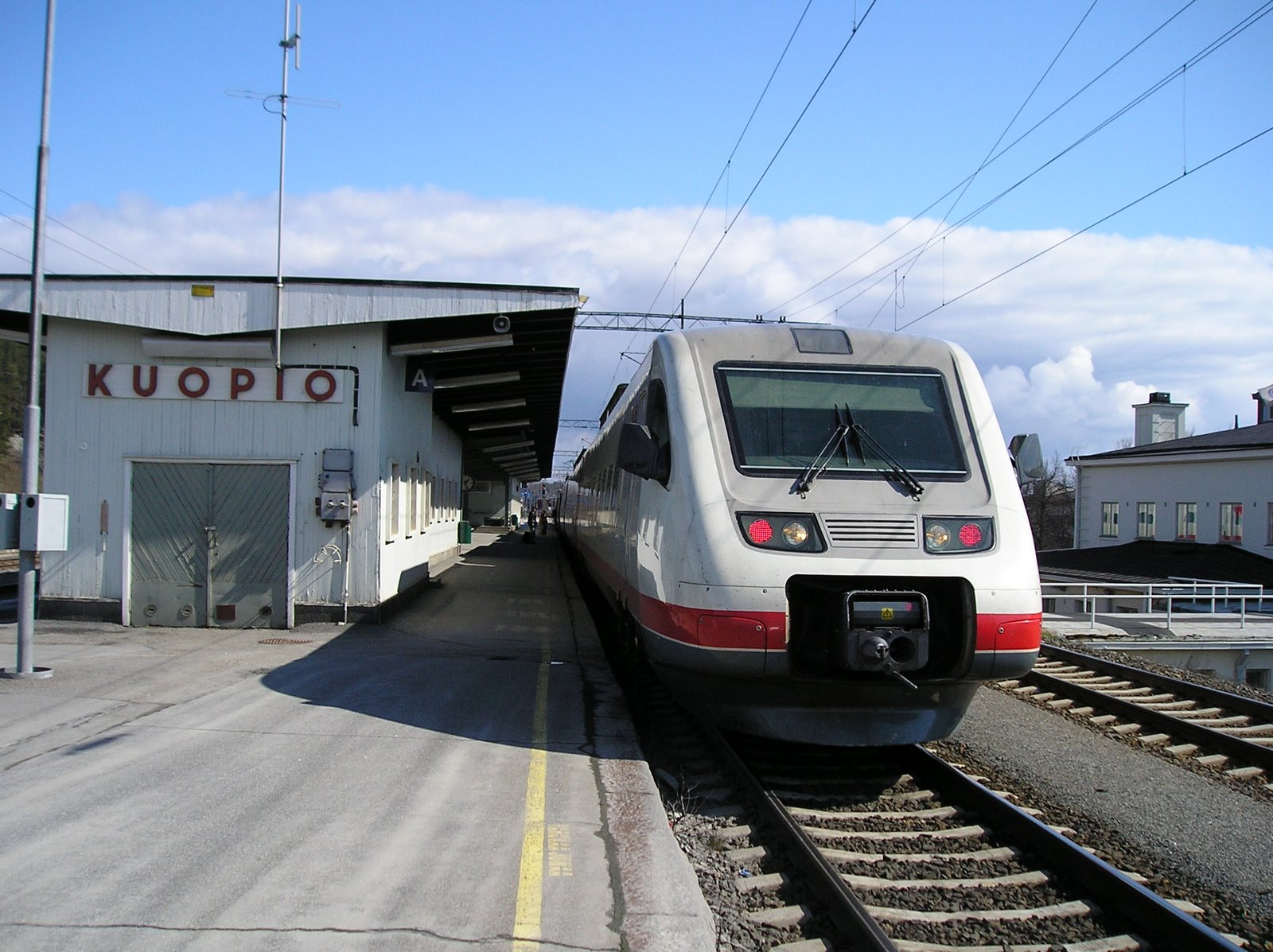
Station Kuopio

Kuopio ligt zowel aan de snelweg als de spoorlijn van Helsinki naar het noorden. Met van oorsprong Italiaanse Pendolino-treinen wordt een hogesnelheidsverbinding met Helsinki onderhouden. Daarnaast rijden er ook gewone intercity en regionale treinen.
Kuopio heeft ook de beschikking over een vliegveld, waarvandaan naar Helsinki gevlogen kan worden. Het vliegveld ligt bij Toivala, 25 km buiten de stad en net buiten de gemeentegrenzen.

## Sport
Internationaal heeft Kuopio naam gemaakt als wintersportoord vanwege de skispringschansen en in Nederland door de organisatie van de alternatieve elfstedentocht, ook wel bekend als de Finland Ice Marathon.
KuPS is de voetbalclub van Kuopio en is meervoudig landskampioen.
IJshockeyclub KalPa speelt haar wedstrijden in de Kuopion jäähalli.

## Partnergemeenten
Kuopio onderhoudt jumelages met veertien steden: Shanghai Pudong (China), Jönköping (Zweden), Winnipeg (Canada), Minneapolis (VS), Besançon (Frankrijk), Castrop-Rauxel en Gera (beide Duitsland), Svendborg (Denemarken), Bodø (Noorwegen), Opole (Polen), Pitkjaranta en Pskov (beide Rusland), Győr (Hongarije) en Craiova (Roemenië). Ook is er een jumelage met de Estische provincie Lääne-Virumaa.

## Geboren in Kuopio
- Hannes Kolehmainen (1889-1966), langeafstandsloper
- Juha Rissanen (1958), voetballer
- Kari Ukkonen (1961), voetballer
- Jukka Turunen (1964), voetballer
- Juha Karvinen (1966), voetballer
- Risto Laakkonen (1967), schansspringer
- Paavo Lötjönen (1968), cellist
- Jouni Räsänen (1970), voetballer
- Harri Ylönen (1972), voetballer
- Mika Laitinen (1973), schansspringer
- Ilja Venäläinen (1980), voetballer
- Kalle Parviainen (1982), voetballer
- Jenni Vartiainen (1983), zangeres
- Arttu Lappi (1984), schansspringer
- Janne Happonen (1984), schansspringer